# Ommatokoita elongata
Ommatokoita elongata är en kräftdjursart som först beskrevs av Grant 1827.  Ommatokoita elongata ingår i släktet Ommatokoita och familjen Lernaeopodidae. Arten är reproducerande i Sverige. Inga underarter finns listade i Catalogue of Life.